# Mismènids
Els mismènids (Mysmenidae) són una família d'aranyes araneomorfes. Aquesta família és una de les menys conegudes de les aranyes que construeixen una teranyina orbital, ja que són força petites (0,76 a 3 mm) i tenen un comportament críptic. Aquestes aranyes es poden trobar en hàbitats humits com, per exemple, entre les fulles i a les coves.

## Sistemàtica
Segons el World Spider Catalog amb data del 2018, aquesta família té 13 gèneres. Es troben per Europa i Àsia –especialment a la Xina–, zones d'Amèrica, al voltant del centre, d'Àfrica i a diverses illes.
- Brasilionata Wunderlich, 1995 (Brasil)
- Chanea Miller, Griswold & Yin, 2009 (Xina)
- Gaoligonga Miller, Griswold & Yin, 2009 (Xina, Vietnam)
- Isela Griswold, 1985 (Sud-àfrica)
- Maymena Gertsch, 1960 (Amèrica Central fins a Sud-amèrica)
- Microdipoena Banks, 1895 (EUA fins a Paraguai, Àfrica)
- Mosu Miller, Griswold & Yin, 2009 (Xina)
- Mysmena Simon, 1894 (Mediterrani, Oceania)
- Mysmeniola Thaler, 1995 (Veneçuela)
- Mysmenopsis Simon, 1898 (EUA to Perú)
- Phricotelus Simon, 1895 (Sri Lanka)
- Simaoa Miller, Griswold & Yin, 2009 (Xina)
- Trogloneta Simon, 1922 (Europa, EUA, Brasil, Xina, Illes Canàries)

Segons el World Spider Catalog versió 19.0 (2018), existeixen les següents espècies fòssils:
- †Dominicanopsis Wunderlich, 2004
- †Eomysmenopsis Wunderlich, 2004
- †Palaeomysmena Wunderlich, 2004

### Superfamília Araneoidea
Els mismènids havien format part de la superfamília dels araneoïdeus (Araneoidea), al costat de tretze famílies més entre les quals cal destacar pel seu nombre d'espècies: linífids, aranèids, terídids, tetragnàtids i nestícids.
Les aranyes, tradicionalment, havien estat classificades en famílies que van ser agrupades en superfamílies. Quan es van aplicar anàlisis més rigorosos, com la cladística, es va fer evident que la major part de les principals agrupacions utilitzades durant el segle XX no eren compatibles amb les noves dades. Actualment, els llistats d'aranyes, com ara el World Spider Catalog, ja ignoren la classificació de superfamílies.